# Arthur Auckland Leopold Pedro Cochrane
Admiral Sir Arthur Auckland Leopold Pedro Cochrane KCB, škotski admiral, * 24. september 1824, † 20. avgust 1905.

## Življenje
Bil je tretji sin desetega Earla of Dundonald; leta 1839 se je pridružil Kraljevi vojni mornarici. Sodeloval je v več vojnah in poveljeval več plovilom. Upokojil se je leta 1886.